# Mișcarea Național-Socialistă din Țările de Jos
Mișcarea Național-Socialistă din Țările de Jos (în neerlandeză Nationaal-Socialistische Beweging in Nederland, pronunție în neerlandeză [nɑtsjoːˈnaːl soːʃaːˈlɪstisə bəˈʋeːɣɪŋ ɪn ˈneːdərlɑnt], NSB) a fost un partid politic fascist neerlandez și, mai târziu, național-socialist. Ca partid parlamentar ce a participat la alegerile legislative, NSB a avut un oarecare succes în anii 1930. El a rămas singurul partid legal din Țările de Jos în timpul celui de-al Doilea Război Mondial.

## Istoria partidului

### 1931-1940
NSB a fost fondat la Utrecht în 1931 într-o perioadă când au fost înființate mai multe partide naționaliste, fasciste și național-socialiste. Fondatorii erau Anton Mussert, care a devenit liderul partidului, și Cornelis van Geelkerken. Partidul și-a bazat programul său pe politica promovată de fascismul italian și de național-socialismul german, dar, cu toate acestea, spre deosebire de acesta din urmă, partidul nu a fost, înainte de 1936, antisemit și chiar a avut membri evrei.

Emblema Mișcării Național-Socialiste din Țările de Jos, 1931-1936

În 1933, după un an de construire a unei structuri organizate, partidul a organizat prima sa adunare publică, un Landdag la Utrecht, la care au participat 600 de militanți ai partidului. Aici partidul s-a prezentat public, iar după acest moment sprijinul partidului a început să crească. În același an, guvernul a interzis funcționarilor publici să fie membri ai NSB.
În alegerile provinciale din 1935 partidul a câștigat 8% din voturi și două locuri în Senat. Acest rezultat a fost obținut în contextul dificultăților economice cauzate de Marea Criză Economică. Imaginea lui Mussert ca politician serios și pragmatismul său i-au permis să unească diferitele tipuri de fascism și au contribuit la succesul partidului. Acesta s-a datorat organizării solide a partidului și a strategiei sale politice, care nu era orientată către o revoluție violentă, ci către o preluare democratică a puterii. Începând din 1936 partidul a început să organizeze anual adunări de masă, lângă Lunteren în Gelderland, iar în 1938 s-a construit acolo Muur van Mussert, un perete care trebuia să fie un element al unui set de clădiri și monumente inspirate de complexele urbanistice naziste din Nürnberg.
În 1936, sub influența lui Meinoud Rost van Tonningen partidul a devenit în mod deschis antisemit. Rost van Tonningen a început să conteste autoritatea lui Mussert cu sprijinul Partidului Nazist German, crescând divizarea internă a partidului. Acest lucru a dus la scăderea sprijinului public pentru partid și la o puternică reacție antifascistă a partidelor politice, sindicatelor și bisericii. În alegerile generale din 1937 partidul a obținut doar 4% din voturi, patru locuri în Camera Reprezentanților și cinci locuri în Senat. În parlament reprezentanții NSB au arătat puțin respect pentru procedurile și regulile parlamentare. Mulți deputați ai NSB au fost atenționați de către președintele parlamentului pentru violență fizică și verbală. În alegerile provinciale din 1939, partidul a obținut, de asemenea, 4% din voturi.

### 1940-1945
După începerea celui de-al Doilea Război Mondial, NSB a simpatizat cu germanii și a pledat pentru o neutralitate strictă a Țărilor de Jos. În mai 1940, 800 membri și simpatizanți ai NSB au fost luați ostatici de către guvernul neerlandez, după invazia germană. Imediat după învingerea Țărilor de Jos pe 14 mai 1940, ei au fost eliberați de trupele germane. În iunie 1940, Mussert a ținut un discurs la Lunteren în care a cerut cetățenilor Țărilor de Jos să-i accepte pe germani și să renunțe la Monarhia neerlandeză, ai cărei membri se refugiaseră la Londra.
În 1940 administrația germană de ocupație a scos în afara legii toate partidele socialiste și comuniste; în 1941 au fost interzise toate partidele, cu excepția NSB. Partidul NSB a colaborat în mod deschis cu forțele de ocupație. Numărul de membri a crescut la aproximativ 100.000. NSB a jucat un rol important în administrația provincială a țării și în executarea sarcinilor civile; fiecare primar nou numit de guvernul german de ocupație era membru al NSB. La nivel național, Mussert se aștepta să fie numit conducătorul unui stat neerlandez independent aliat cu Germania; în realitate, însă, politicianul național-socialist austriac Arthur Seyss-Inquart a fost numit conducătorul guvernului de ocupație. Mussert a avut mai multe întrevederi cu Adolf Hitler, în care a pledat fără succes pentru un stat independent al Țărilor de Jos. Deși Seyss-Inquart a propus ca Mussert să fie făcut prim-ministru al Țărilor de Jos, i s-a oferit doar titlul onorific de Conducător al poporului neerlandez și i s-a permis să constituie un Secretariat de Stat, dar a primit o putere reală scăzută. Influența sa în partid s-a diminuat în detrimentul lui Rost van Tonningen și a multor altor membri progermani. Începând din vara anului 1943, mulți membri ai NSB s-au organizat într-un Landwacht, care a ajutat guvernul de ocupație să țină populația sub control.
Pe 4 septembrie 1944, forțele Aliate au cucerit orașul Anvers și membrii NSB s-au așteptat ca Țările de Jos să fie capturate în curând. Pe 5 septembrie, majoritatea membrilor din conducerea NSB au fugit în Germania și au dezorganizat astfel partidul în ceea ce este cunoscut sub numele de Dolle Dinsdag (Marțea nebună).
După capitularea germanilor pe 6 mai 1945, NSB-ul a fost scos în afara legii. Anton Mussert a fost arestat în ziua următoare. Mulți dintre membrii NSB au fost arestați, dar numai câțiva dintre ei au fost condamnați. Mussert a fost executat pe 7 mai 1946.
Nu au existat încercări de a continua activitatea organizației în clandestinitate.

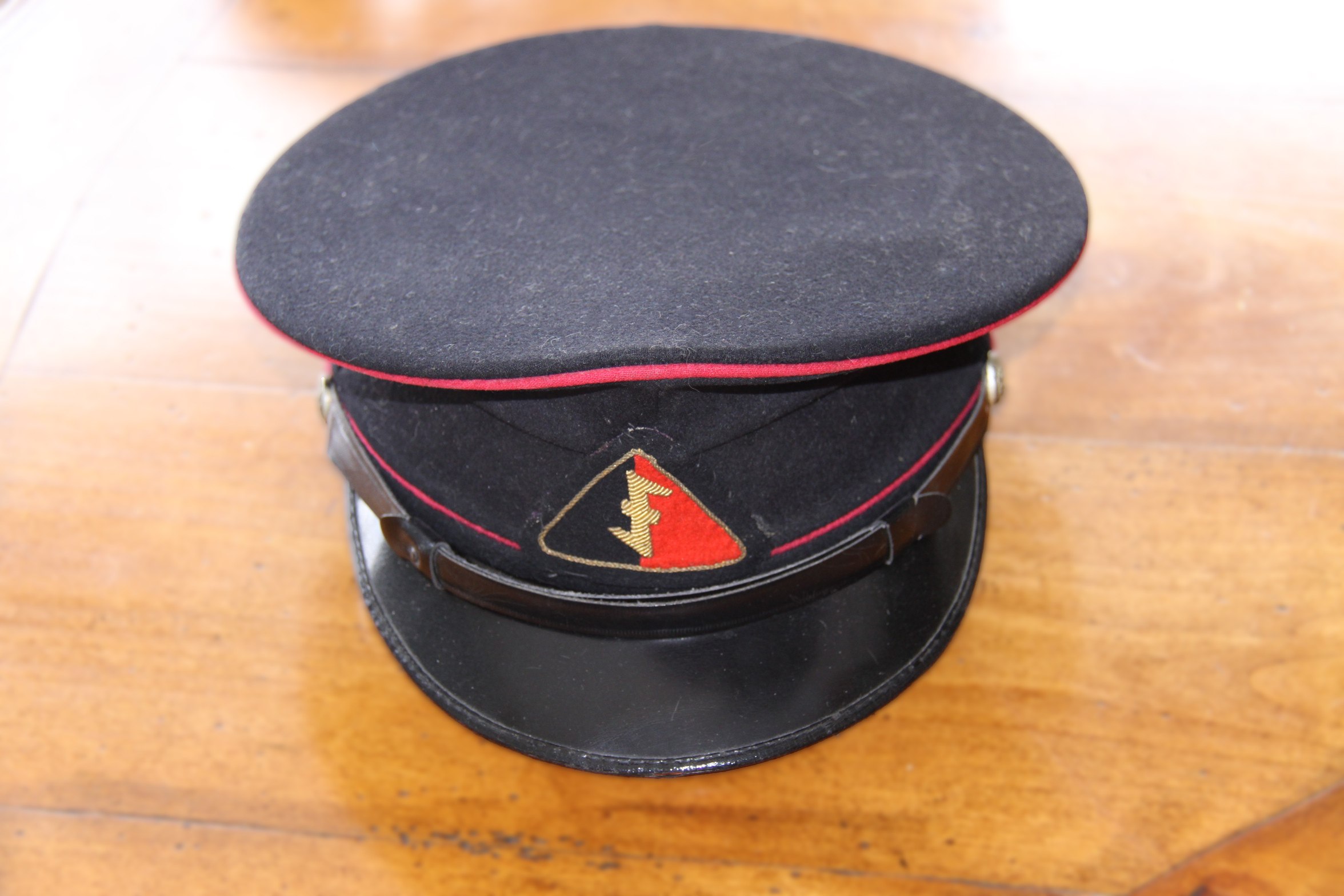
Caschetă al unui membru NSB (Nationaal-Socialistische Beweging) în perioada celui de-al Doilea Război Mondial

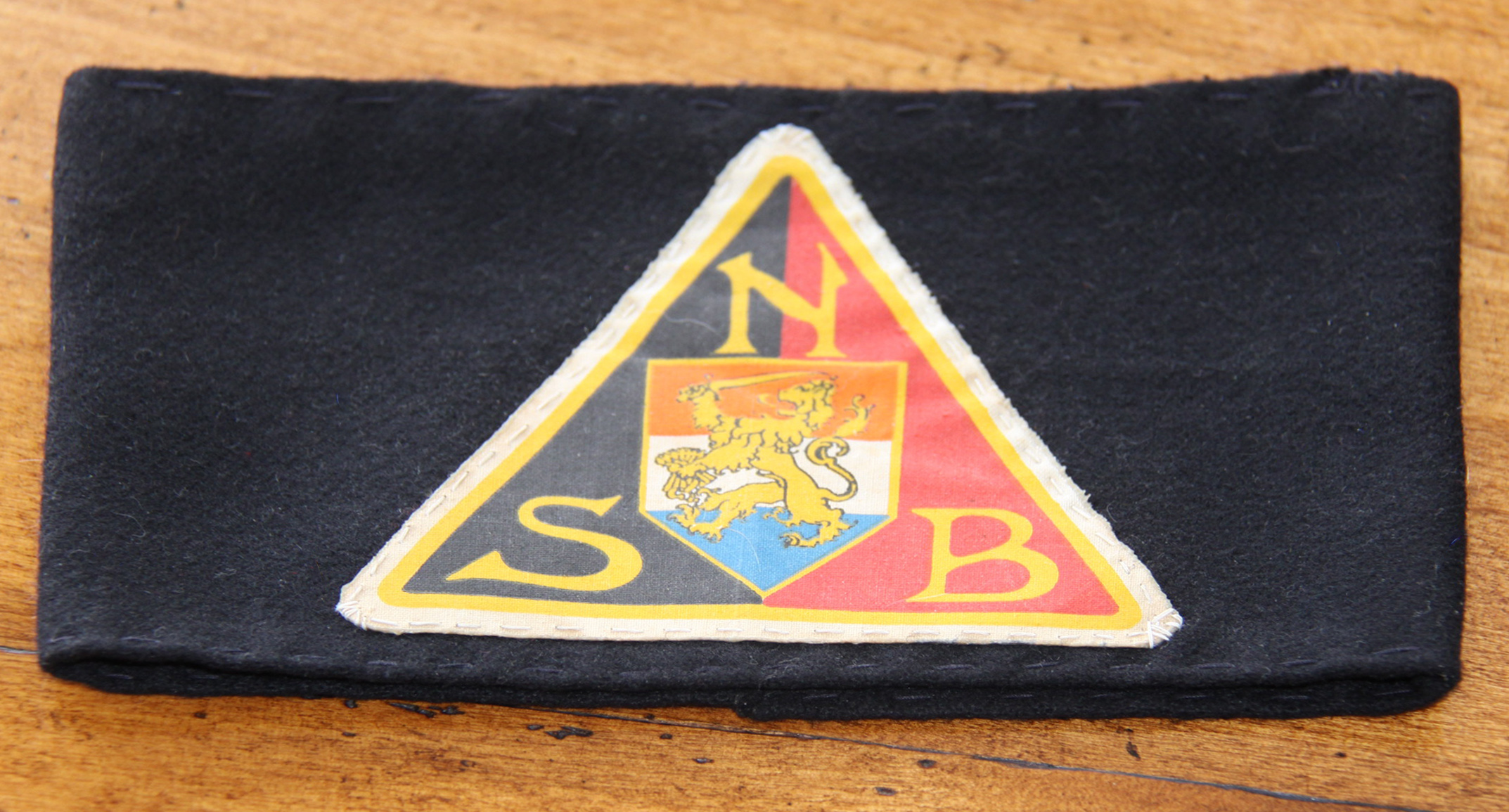
Banderolă purtată de membrii NSB

## Ideologie
NSB a început ca un partid fascist clasic, care se baza pe principiile de conducere. El dorea instaurarea unui stat fascist cu un guvern fascist care să impună ordinea și controlul statului. Interesul național era pus mai presus de interesul individual și de interesul unor grupuri sociale, care caracterizau societatea neerlandeză. Partidul avea o ideologie anti-parlamentară și autoritară. Programul său, care era modelat pe programul Partidului Nazist German, nu conținea referiri la ideologia rasistă și antisemită sau a Partidului Nazist. După 1936, sub influența lui Meinoud Rost van Tonningen, partidul a devenit mai orientat spre Partidul Nazist și a preluat ideile sale antisemite și rasiste. De asemenea, a început să simpatizeze în mod deschis cu politica externă agresivă a Italiei și Germaniei.
Solicitările politice ale NSB erau: eliminarea votului universal, corporatismul, datoria de a lucra și de a servi în armată, limite privind libertatea presei, legi împotriva grevelor. El milita pentru reunificarea Țărilor de Jos cu Flandra și cu Flandra franceză într-o Olandă Mare, care urma să controleze, de asemenea, un mare imperiu colonial format din Congo Belgian, Indiile de Est Olandeze și, probabil, Africa de Sud. Acest stat nu urma să facă parte din Germania, ci să fie doar un aliat loial și independent al Germaniei.

## Ritualuri și simboluri
NSB a copiat elemente ritualice și simbolice ale fasciștilor italieni și naziștilor germani. La fel ca fasciștii lui Mussolini, membrii NSB purtau cămăși negre, iar Partidul a adoptat salutul fascist. Din 1933 s-a folosit salutul „Hou Zee!”, care, spunea Anton Mussert, denota curaj și făcea referire la glorioasa istorie maritimă a Republicii Țărilor de Jos. De asemenea, s-a început folosirea unor titluri precum Leider pentru Mussert (Lider; similar cu Duce sau Führer), Kameraad pentru bărbați (camarad) și Kameraadske (camaradă, un neologism) pentru femei. Un slogan al partidului era „Mussert sau Moscova”, evocând lupta fasciștilor împotriva mișcărilor subversive comuniste. Deși Partidul a adoptat mai târziu culorile naziste roșu și negru și simbolul svastica, steagul original NSB era inspirat din Drapelul Prințului.

## Conducere și sprijin
Acest tabel arată rezultatele NSB în alegerile pentru Camera Reprezentanților (camera inferioară), Senat și consiliile provinciale și conducerea politică a partidului: fractievoorzitter este președintele grupului parlamentar al partidului și lijsttrekker este candidatul principal al partidului în alegerile generale, aceste posturi sunt în mod normal ocupate de liderul partidului. Numărul de membri ai NSB este, de asemenea, reprezentat. Camera Reprezentanților avea atunci 100 de membri.
| An   | HoR               | S                 | SP                | Fractievoorzitter                 | Lijsttrekker       | Număr de membri |
| ---- | ----------------- | ----------------- | ----------------- | --------------------------------- | ------------------ | --------------- |
| 1933 | 0                 | 0                 | 0                 | extraparlamentar                  | nu au fost alegeri | 900             |
| 1934 | 0                 | 0                 | 0                 | extraparlamentar                  | nu au fost alegeri | 21.000          |
| 1935 | 0                 | 2                 | 44                | Max de Marchant et d'Ansembourg** | nu au fost alegeri | 33.000          |
| 1936 | 0                 | 2                 | 44                | Max de Marchant et d'Ansembourg** | nu au fost alegeri | 52.000          |
| 1937 | 4                 | 5                 | 44                | Anton Mussert                     | Anton Mussert      | 48.000          |
| 1938 | 4                 | 5                 | 44                | Anton Mussert                     | nu au fost alegeri | 39.000          |
| 1939 | 4                 | 5                 | 21                | Anton Mussert                     | nu au fost alegeri | 37.000          |
| 1940 | 4                 | 5                 | 21                | Anton Mussert                     | nu au fost alegeri | 32.000          |
| 1941 | Ocupația germană. | Ocupația germană. | Ocupația germană. | Ocupația germană.                 | Ocupația germană.  | 90.788          |
| 1942 | Ocupația germană. | Ocupația germană. | Ocupația germană. | Ocupația germană.                 | Ocupația germană.  | necunoscut      |
| 1943 | Ocupația germană. | Ocupația germană. | Ocupația germană. | Ocupația germană.                 | Ocupația germană.  | 99.353          |
| 1944 | Ocupația germană. | Ocupația germană. | Ocupația germană. | Ocupația germană.                 | Ocupația germană.  | 101.314         |

### Administrația provincială și municipală
Înainte de 1940 NSB a deținut mandate în consiliile provinciale și municipale, dar nu au participat la administrația provinciilor sau localităților. După 1940 aceste legislaturi au încetat să funcționeze și rolul NSB în consiliile locale și provinciale a crescut. Toți primarii nou-numiți erau membri ai NSB.
Tabelul următor prezintă rezultatele electorale din alegerile provinciale din 1935 și 1939, pe provincii. Acesta prezintă zonele în care NSB era puternic și anume în Olanda de Sud, Olanda de Nord și Gelderland. NSB era cel mai puternic în Drenthe și Limburg. În 1935, el a devenit al doilea cel mai mare partid din Limburg. Partidul era mai slab în Friesland, Brabantul de Nord și Zeeland.
| Provincia         | Rezultatul în alegerile din 1935 (locuri) | Rezultatul în alegerile din 1939 (locuri) |
| ----------------- | ----------------------------------------- | ----------------------------------------- |
| Drenthe           | 4                                         | 3                                         |
| Friesland         | 1                                         | 0                                         |
| Gelderland        | 5                                         | 2                                         |
| Groningen         | 4                                         | 2                                         |
| Limburg           | 5                                         | 2                                         |
| Brabantul de Nord | 2                                         | 1                                         |
| Olanda de Nord    | 7                                         | 4                                         |
| Overijssel        | 3                                         | 2                                         |
| Utrecht           | 4                                         | 1                                         |
| Zeeland           | 2                                         | 1                                         |
| Olanda de Sud     | 7                                         | 3                                         |

## Electoratul
NSB-ul și-a atras electoratul din rândul clasei de mijloc: funcționari, fermieri, oameni de afaceri și soldați au susținut partidul. Cele mai multe dintre aceste persoane nu făceau parte din organizațiile sindicale puternice și din organizațiile formate în jurul Bisericilor Protestantă și Catolică, în schimb aveau convingeri liberale. NSB-ul a obținut rezultate electorale deosebit de bune în provinciile Drenthe, Gelderland și în orașele din Limburg, la granița cu Germania.

## Membri de partid
Istoricii Loe de Jong și A.A. de Jonge i-au caracterizat pe membrii NSB ca oportuniști izolați pe plan social, care au fost motivați să se alăture NSB dintr-o combinație de oportunism, idealism și conexiuni sociale.

## Organizare

### Structura organizatorică
Partidul a fost organizat cu Mussert servind ca președinte de partid și lider politic. Anual, partidul organiza un Landdag, în care Mussert ținea un discurs politic.

### Organizații asociate
NSB a fost înconjurat de mai multe organizații de partid. Acesta a publicat un ziar săptămânal, Volk ro Vaderland („Popor și patrie”). Între 1931 și 1935 partidul a avut propria sa organizație paramilitară îmbrăcată în cămăși negre, Weerbaarheidsafdeling (WA), similară cu Sturmabteilung al Partidului Nazist. Ea a fost reînființată în anul 1940. De asemenea, a fondat propria sa organizație de tineret, Jeugdstorm; o organizație a fermierilor; și un cotidian, Het Nationale Dagblad (Cotidianul Național).
În 1940 NSB a format Nederlandsche SS (SS-ul neerlandez), care a avut până la 7.000 de membri.
Termenul de „NSB-er” a devenit sinonim cu trădător în Țările de Jos și este folosit ca o insultă, mai ales în contextul denunțării cuiva către autorități.

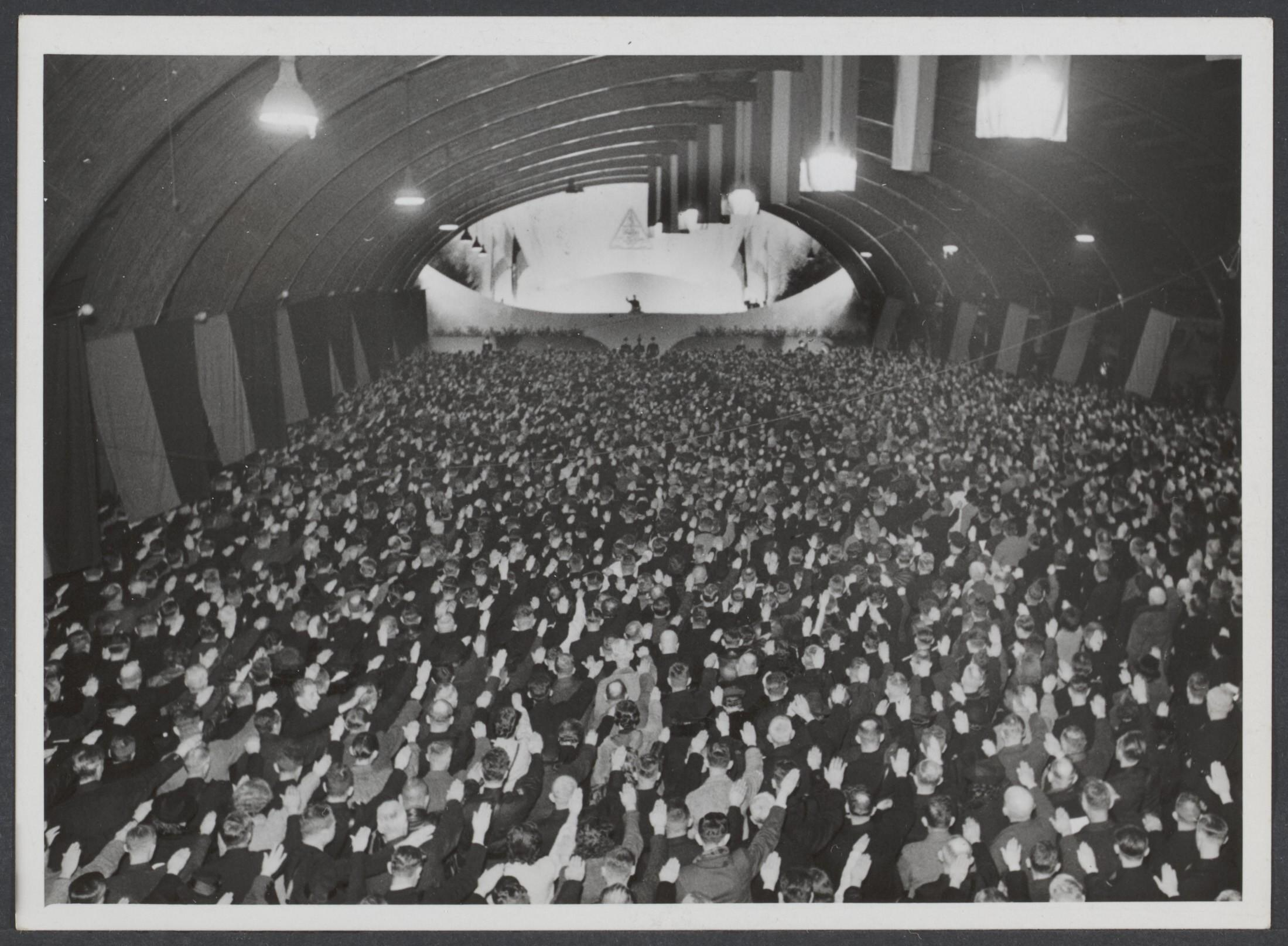
Adunare NSB (Utrecht 1941)
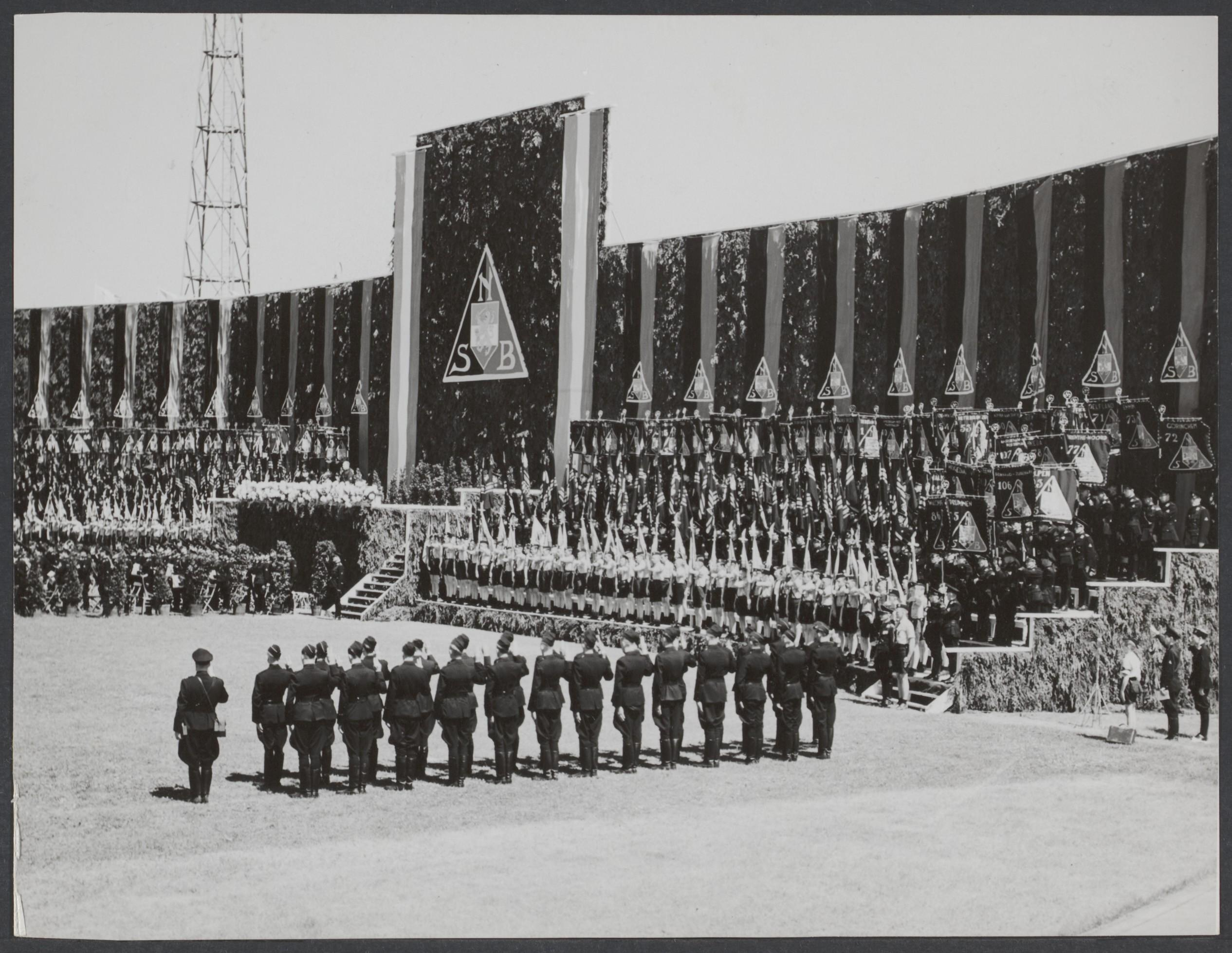
Adunare NSB (Haga 1941)
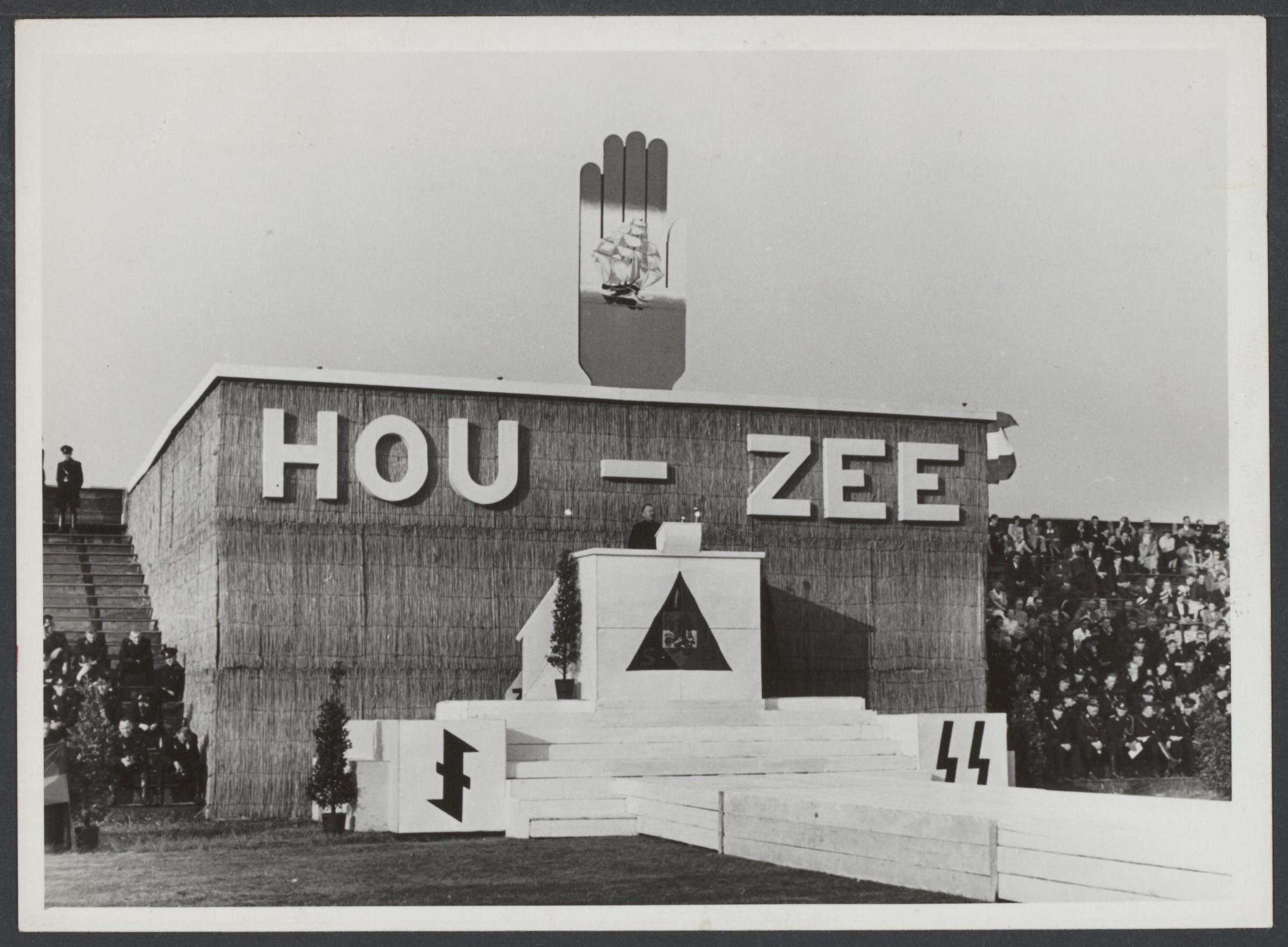
HouZee (Haga 1941)

### Relații cu alte partide
NSB a fost metodic izolat de celelalte partide. Înainte de război, Partidul Social Democrat al Muncitorilor și Nederlands Verbond van Vakverenigingen (Asociația Neerlandeză a Sindicatelor) au coordonat contra-demonstrațiile și activitățile de propagandă printr-o organizație separată intitulată „Libertate, Muncă și Pâine”.